# Église swedenborgienne
The New Church, Nouvelle Église ou Église swedenborgienne est une dénomination chrétienne inspirée par les écrits du scientifique et mystique suédois Emanuel Swedenborg (1688–1772).
Les organisations swedenborgiennes reconnaissent ce qu'elles croient être la nature universelle de l'Église de Dieu : tous ceux qui font le bien conformément à la vérité de leur religion seront acceptés au ciel, puisque Dieu est la bonté même. Faire le bien permet de faire un avec Dieu.

## Histoire
Bien que Swedenborg ait parlé dans ses ouvrages d'une « Nouvelle Église » qui serait basée sur la théologie, il n'a jamais tenté d'établir une telle organisation. En 1768, un procès pour hérésie a lieu en Suède contre les écrits de Swedenborg et deux hommes qui les ont promus. Le procès demande si les écrits théologiques de Swedenborg sont conformes à la doctrine chrétienne. Une ordonnance royale de 1770 déclare que ses écrits étaient « manifestement erronés » et ne devaient pas être enseignés.
Les partisans cléricaux de Swedenborg reçoivent l'ordre de cesser d'utiliser ses enseignements et les douaniers doivent confisquer ses livres. Swedenborg supplie le roi pour obtenir sa grâce et sa protection dans une lettre d'Amsterdam. Une nouvelle enquête débute et est abandonnée en 1778.
Au moment de la mort de Swedenborg, peu d'efforts ont été faits pour établir une église organisée. Le 7 mai 1787, 15 ans après sa mort, le mouvement de la New Church est fondé en Angleterre — où Swedenborg s'est souvent rendu et où il est mort. En avril 1789, la première Conférence générale de la New Church a lieu à Great Eastcheap, Londres. Ces nouvelles idées arrivent aux États-Unis par des missionnaires, dont John Chapman (Johnny Appleseed).
Les premiers missionnaires se rendent également en Afrique. Swedenborg a écrit que la « race africaine » était « plus éclairée que les autres sur cette terre, car elle est telle qu'elle pense plus intérieurement, et ainsi reçoit les vérités et les reconnaît ». Les swedenborgiens intègrent les convertis africains affranchis dès 1790. Plusieurs Swedenborgiens sont également abolitionnistes.
L'occultisme est populaire au XIXe siècle, en particulier en France et en Angleterre, et certains adeptes mélangent les écrits de Swedenborg avec la théosophie, la cabale, l'alchimie et la divination. Le côté mystique de Swedenborg fascine, en particulier dans Heaven and Hell, qui décrit les visites de Swedenborg au paradis et en enfer. Dans sa structure, il est lié à la Divine Comédie de Dante.

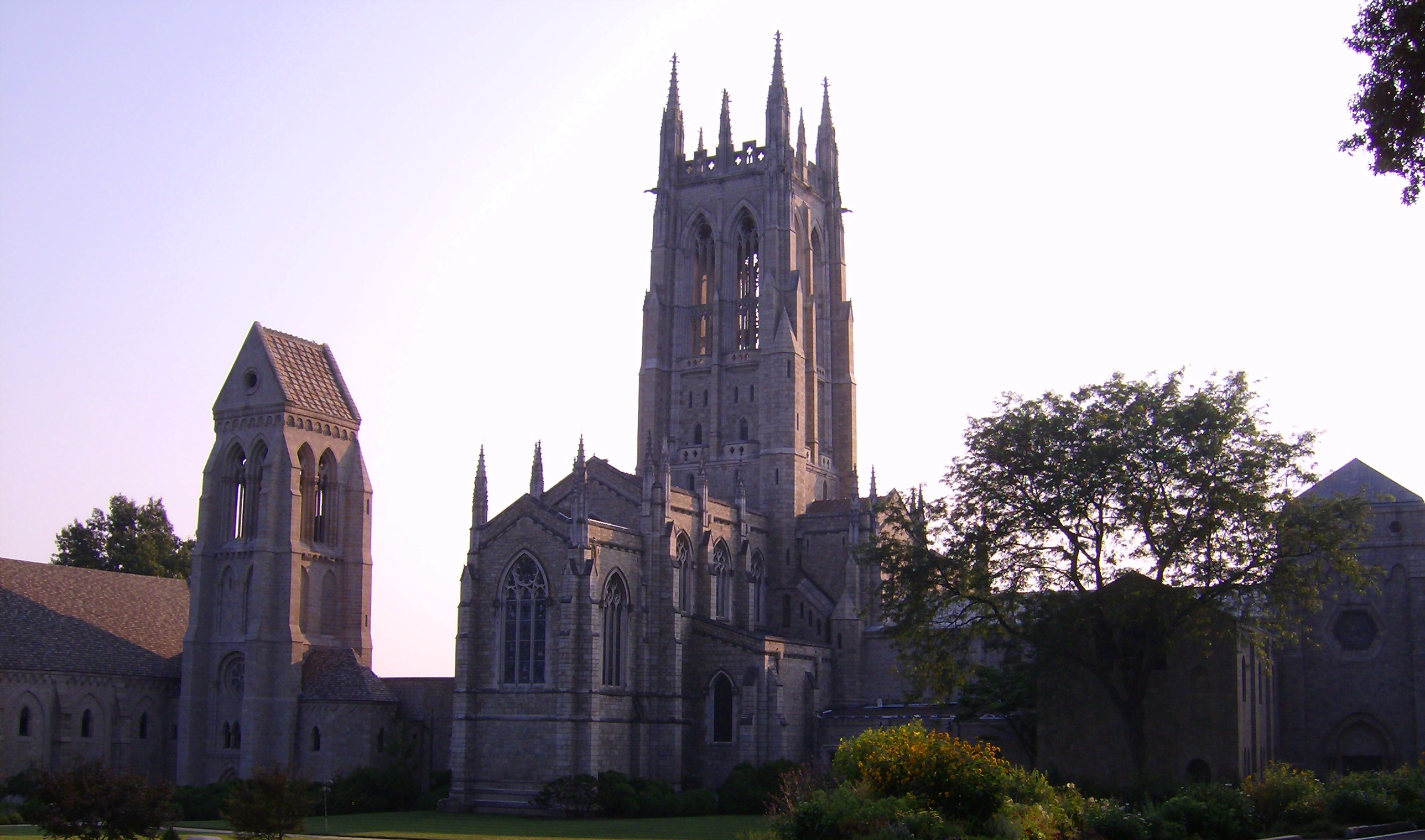
Cathédrale Bryn Athyn de Pennsylvanie.

L'église américaine est organisée en 1817 avec la fondation de la Convention générale de la Nouvelle Église, également connue sous le nom d'Église swedenborgienne d'Amérique du Nord. Le mouvement aux États-Unis se renforce jusqu'à la fin du XIXe siècle et une école de théologie est fondée à Cambridge (Massachusetts). Les controverses sur la doctrine et l'autorité des écrits de Swedenborg provoquent la scission d'une faction et la formation de l'Académie de la Nouvelle Église. Elle devient plus tard l'Église générale de la Nouvelle Jérusalem, avec son siège à Bryn Athyn, en banlieue de Philadelphie. Deux congrégations de la Convention du Canada, à Toronto et à Kitchener; et deux congrégations de la Conférence britannique – Michael Church à Londres et Colchester New Church – se joignent à l'Église générale,.
L'Adélaïde Society of the New Church, à Adélaïde, dans la colonie d'Australie-Méridionale, est fondée par Jacob Pitman, William Holden et Smith Owen Smith et leurs familles en 1844. Le 11 juillet 1852, une église swedenborgienne ouvre sur rue Carrington, avec Pitman servant comme ministre jusqu'en 1859,,. La congrégation atteint son agogée dans les années 1890, et une nouvelle église avait été construite dans Hanson Street. En 1971, une nouvelle église est construite à Warradale.

## Principales doctrines

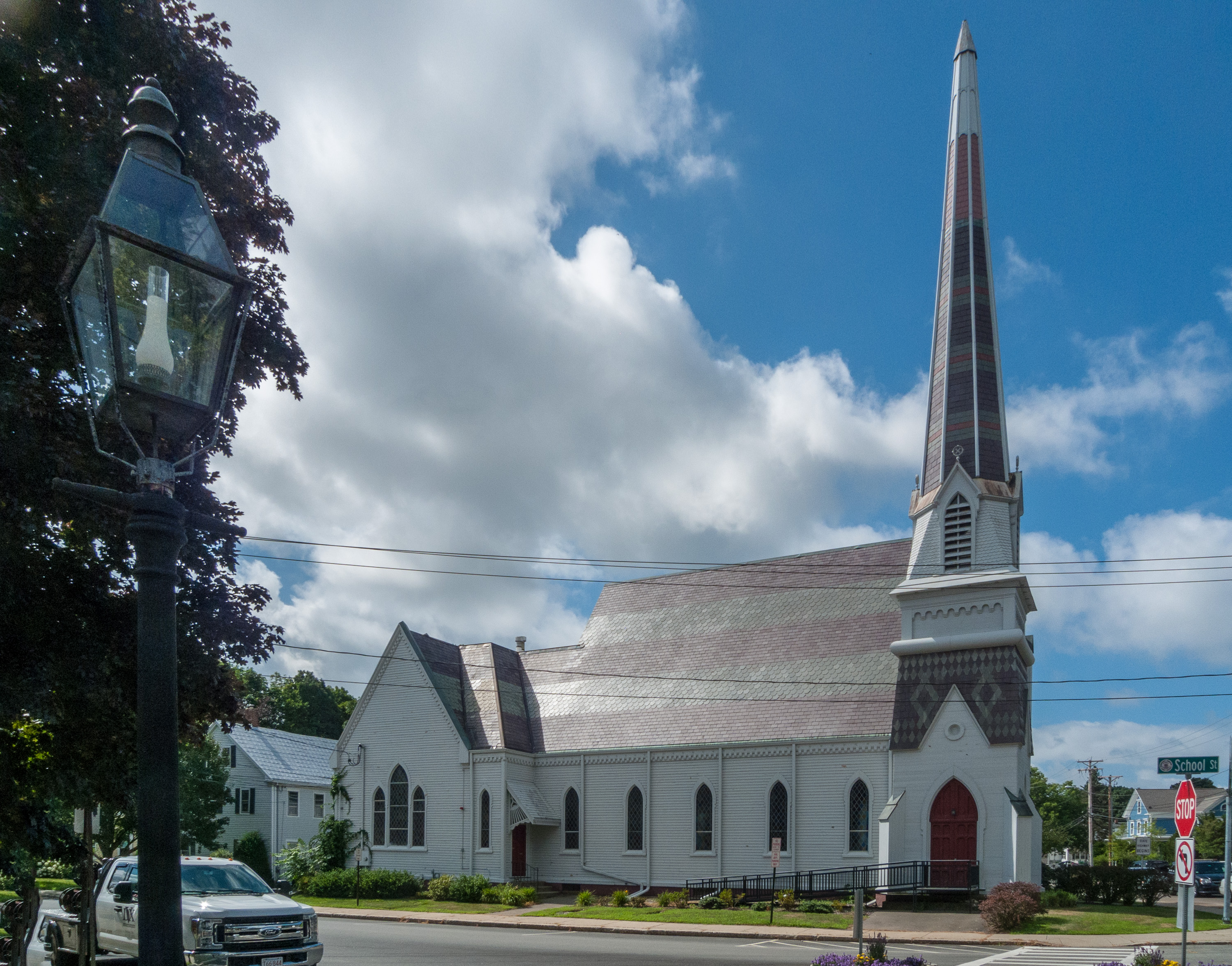
L'église New Jerusalem, à Bridgewater, Massachusetts, est une congrégation de l’Église swedenborgienne d'Amérique du Nord.

La Nouvelle Église a deux doctrines essentielles. La première est qu'il y a un seul Dieu, Jéhovah, qui s'est incarné en Jésus afin qu'il puisse racheter l'humanité. La seconde est l'obligation de vivre selon ses commandements. « Il y a deux éléments essentiels qui constituent l'église, et par conséquent deux choses principales de la doctrine - l'une, que l'Humain du Seigneur est Divin ; l'autre, que l'amour pour le Seigneur et la charité envers le prochain constituent l'église, et non la foi séparée de l'amour et la charité. » Ces « deux choses, la reconnaissance du Seigneur, et une vie selon les préceptes du Décalogue […] sont les deux éléments essentiels de la Nouvelle Église. ».
Les adhérents croient que ces deux doctrines apportent le salut et l'union avec Jésus. « Toutes les choses de la doctrine de la Nouvelle Église se rapportent à ces deux, parce qu'elles sont ses universaux, dont dépendent toutes les particularités, et sont ses essentiels, d'où procèdent toutes les formalités ». Si une personne ignore les doctrines mais a cru en un seul Dieu et a vécu une bonne vie, selon Swedenborg, ils les apprendront des anges après la mort.
Swedenborg soutient que la Trinité n'était pas trois personnes — le Père, le Fils et le Saint-Esprit — mais une seule, « le Père étant l'être divin d'origine lui-même, le Fils l'incarnation humaine de cette âme divine et le Saint-Esprit l'activité sortante de Jésus, ou le Divin Humain ». Il écrit que la doctrine d'une Trinité à trois personnes est née au quatrième siècle avec l'adoption du Credo de Nicée pour combattre l'Arianisme, mais elle était inconnue de l'Église apostolique, comme l'indique par le Symbole des Apôtres, qui, selon lui, a précédé le Credo de Nicée.
Les adhérents de la Nouvelle Église croient que la foi en Jésus apporte le salut. Jésus est l'image et la forme du Dieu invisible, sur lequel l'esprit humain peut se concentrer. Selon la Nouvelle Église, Dieu est l'homme lui-même. Si une personne est bonne et suit la vérité, Dieu vit dans cette personne, qui devient son image et sa ressemblance.

## Sacrements

### Baptême et Eucharistie
Comme les églises protestantes, la Nouvelle Église a deux sacrements principaux : le baptême et l'eucharistie. Ces rituels externes symbolisent la vie intérieure et spirituelle. Le baptême signifie l'entrée dans le christianisme et la réforme de l'esprit. Bien que les croyants devraient être baptisés à l'âge de raison (pour prendre la décision de suivre Jésus), Swedenborg a déclaré que les nourrissons baptisés reçoivent un ange gardien pour les guider dans la foi chrétienne.
Les adhérents de la Nouvelle Église croient que la parole de Dieu se trouve dans la Bible, qui a une signification spirituelle symbolique et cachée. Les visions de Swedenborg sont décrites dans son Arcane Cœlestia, Secrets célestes, en plusieurs volumes.

## Personnes notables
- William Blake : Son Le mariage du ciel et de l'enfer fait la satire Du paradis et de l'enfer de Swedenborg. Blake et sa femme, Catherine, ont assisté à la première Conférence générale de l'Église de la Nouvelle Jérusalem en 1789[28]
- Daniel Burnham : architecte et urbaniste américain, dont les parents étaient swedenborgiens.
- Johnny Appleseed (John Chapman) : missionnaire et pionnier américain qui a planté des pommiers dans tout le Midwest des États-Unis
- Robert Frost : poète américain baptisé dans l'église swedenborgienne[29]
- Leonard Gyllenhaal : entomologiste et swedenborgien, ancêtre des acteurs américains Jake Gyllenhaal et Maggie Gyllenhaal
- Stephen Gyllenhaal : descendant de Leonard, élevé dans la religion swedenborgienne
- George Inness : peintre paysagiste américain
- Helen Keller : a écrit Light in My Darkness, qui défendait les idéaux de Swedenborg
- James Tyler Kent : médecin et homéopathe américain de la fin du XIXe siècle qui a incorporé les principes swedenborgiens dans la théorie homéopathique de la maladie, comme décrit dans ses Lectures on Homeopathic Philosophy[30],[31]
- George Lauder, Sr. : éducateur écossais et leader politique pour la cause chartiste. Père de George Lauder et oncle d'Andrew Carnegie, mentor des deux.
- Mehmet Oz ( b. 1960) : influencé par Swedenborg[32],[33]
- Isaac Pitman (1813–1897) : inventeur de la sténographie et membre de l'église de la Nouvelle Jérusalem à Bath, Angleterre
- Arthur Sewall (1835-1900) : candidat démocrate à la vice-présidence lors de l'élection présidentielle américaine de 1896
- Lois Wilson (1891–1988) : fondatrice d'Al-Anon, élevée dans la religion swedenborgienne